# 毛主席故居
39°56′39″N 116°23′49″E / 39.944219°N 116.397071°E
毛泽东第一次来京居住地旧址位于中国北京市东城区景山东街东侧吉安所左巷8号，是后来任中国共产党中央委员会主席的毛泽东在1918年至1919年首次来到北京时的主要居住地。

## 简介

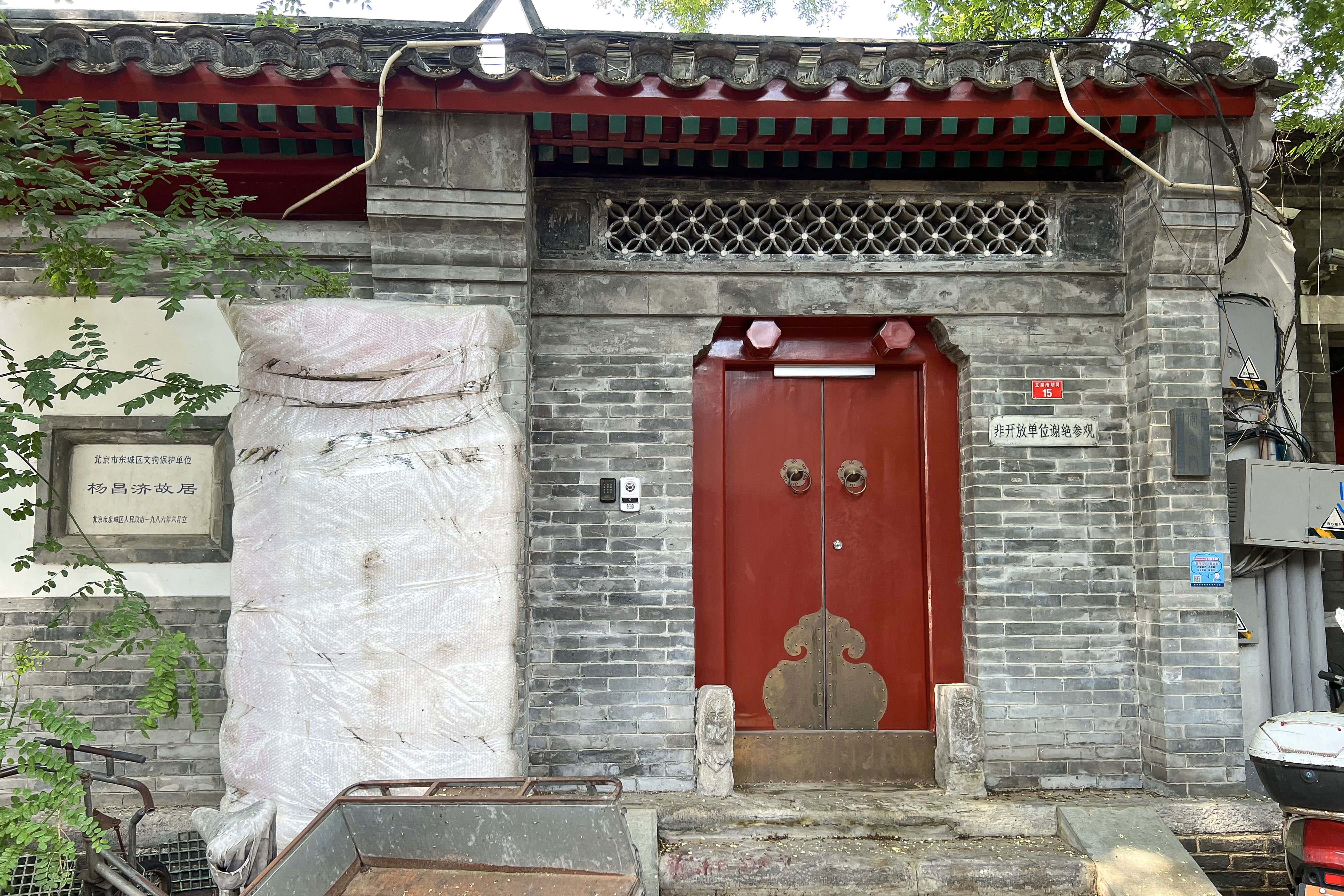
毛泽东首次到京后暂住的杨昌济寓所

此院南依三眼井胡同，北依吉安所北巷，坐北朝南，宅门面向西。1918年9月，毛泽东为组织新民学会会员留法勤工俭学，自湖南首次来到北京。起初，毛泽东住在鼓楼豆腐池15号的杨昌济寓所。后来，为了方便工作，毛泽东迁居此处。经杨昌济教授介绍，毛泽东结识北京大学图书馆主任李大钊，被李大钊安排在北京大学图书馆担任助理馆员，并且在北京大学旁听，直至1919年3月12日同留法勤工俭学的学生一同赴上海为止。
此院为一座不规则的民居，占地大约200平方米。院内有北房三间，东、西耳房各一间，东房两间；其后紧邻有东房三间；西侧的院墙外面辟有一小门。南侧是南院北房的后檐墙。当时，新民学会总干事萧子升出面，以北京大学学生的名义租下了此处的三间北房。毛泽东在《新民学会会务报告》一文中称：“八个人居三间很小的房子，隆然高炕，大被同眠。”1918年秋至1919年春，毛泽东在此居住了六、七个月。
如今，该院基本保留原状，仍为民居。1979年8月21日，被公布为北京市文物保护单位。2002年，人民政府拨款对该院进行了修缮。